# Trachylepis casuarinae
Trachylepis casuarinae (казуриновий сцинк) — вид сцинкоподібних ящірок родини сцинкових (Scincidae). Ендемік Мозамбіку.

## Поширення і екологія
Казуаринові сцинки є ендеміками Казуаринового острова в архіпелазі Прімейрас, розташованого біля узбережжя мозамбікської провінції Замбезія.